# Ольшаны (Московская область)
Ольшаны — деревня в Луховицком районе Московской области. Деревня относится к Дединовскому сельскому поселению. Ранее до 2004 года она принадлежала к Ловецкому сельскому округу.
Деревня находится в лесной зоне, рядом расположены болота а также торфяники, на некоторых из которых ведётся добыча торфа. Снабжение деревни электроэнергией осуществляется Белоомутским участком распределительных сетей, который был создан специально для обслуживания удалённых заокских сёл.
Ближайший населённый пункт — деревня Лесное, находящаяся в 5,5 км от Ольшан. В двух километрах от Ольшан находится ручей Дровацкий, который соединяет между собой два притока Оки — Цну и Шью. В лесных массивах близ деревни обитают дикие кабаны, которые привлекают браконьеров в здешние места.
| 2002 | 2006 | 2010 |
| ---- | ---- | ---- |
| 1    | ↗2   | ↗8   |

## Транспорт
Через Ольшаны проходят два автобусных маршрута. Маршрут № 59 Белоомут — Рязановский связывает деревню с некоторыми сёлами Луховицкого района и соседнего Егорьевского района. Второй маршрут более длинный, он следует далее от посёлка Рязановский по Егорьевскому и Шатурскому району до города Шатуры.
Ближайшая железнодорожная станция находится в 29 км от Ольшан — это Алпатьево, станция рязанского направления Московской железной дороги. В 16 км от деревни (13 км по прямой) в посёлке Рязановский расположена другая железнодорожная станция, которая относится к узкоколейной железной дороге ОАО Шатурторф.

## Расположение
- Расстояние от административного центра поселения — села Дединово
  - 16,5 км на восток от центра села
  - 25 км по дороге от границы села (через Каданок)
  - 20 км по более короткой дороге от границы села (летняя дорога)
- Расстояние от административного центра района — города Луховицы
  - 25 км на северо-восток от центра города
  - 36 км по дороге от границы города (через Красную Пойму, Дединово, Ловцы и Каданок)
  - 54 км по дороге от границы города (по Новорязанскому шоссе и далее через Алпатьево и Белоомут)